# Poslednij djujm
Poslednij djujm (russisk: Последний дюйм) er en sovjetisk spillefilm fra 1958 af Nikita Kurikhin og Teodor Vulfovitj.

## Medvirkende
- Vladislav Muratov som Davy
- Nikolaj Kryukov som Ben Enslie
- Mikhail Gluzskij som Gifford
- Aliagha Aghajev
- Mukhlis Dzhanni-zade